# هولي سبرينغز
هولي سبرينغز (مسيسيبي) (بالإنجليزية: Holly Springs, Mississippi)‏ هي مدينة تقع في الولايات المتحدة في Marshall County. يقدر عدد سكانها بـ 7,957 نسمة ومساحتها 33.0 كم2 وترتفع عن سطح البحر 183 متر.

## التركيبة السكانية
حدّد مكتب تعداد الولايات المتحدة بيانات التركيبة السكانية لهولي سبرينغز في تعداد الولايات المتحدة. في ما يلي، التركيبة السكانية حسب تعدادي 2000 و2010.

### تعداد عام 2000
بلغ عدد سكان هولي سبرينغز 7,957 نسمة بحسب تعداد عام 2000، وبلغ عدد الأسر 2,407 أسرة وعدد العائلات 1,699 عائلة مقيمة في المدينة. في حين سجلت الكثافة السكانية 240.1 نسمة لكل كيلومتر مربع (621.9/ميل2). وبلغ عدد الوحدات السكنية 2,582 وحدة بمتوسط كثافة قدره 77.9 لكل كيلومتر مربع (201.8/ميل2).
وتوزع التركيب العرقي للمدينة بنسبة 22.81% من البيض و76.18% من الأمريكيين الأفارقة و0.06% من الأمريكيين الأصليين و0.16% من الأمريكيين ذوي الأصول الآسيوية و0.03% من سكان جزر المحيط الهادئ و0.06% من الأعراق الأخرى و0.69% من عرقين مختلطين أو أكثر و0.59% من الهسبانيون أو اللاتينيون من أي عرق.
بلغ عدد الأسر 2,407 أسرة كانت نسبة 43.6% منها لديها أطفال تحت سن الثامنة عشر تعيش معهم، وبلغت نسبة الأزواج القاطنين مع بعضهم البعض 34.3% من أصل المجموع الكلي للأسر، ونسبة 31.9% من الأسر كان لديها معيلات من الإناث دون وجود شريك،  بينما كانت نسبة 4.4% من الأسر لديها معيلون من الذكور دون وجود شريكة وكانت نسبة 29.4% من غير العائلات. تألفت نسبة 27.2% من أصل جميع الأسر من عدة أفراد يعيشون في نفس المنزل ونسبة 10% كانت تتألف من شخص يعيش بمفرده يبلغ من العمر 65 عاماً أو أكثر. وبلغ متوسط حجم الأسرة المعيشية 2.66، أما متوسط حجم العائلات فبلغ 3.22.
بلغ العمر الوسطي للسكان 28.9 عاماً. وكانت نسبة 24.9% من القاطنين تحت سن الثامنة عشر، وكانت نسبة 8.8% بين الثامنة عشر والرابعة والعشرين عاماً، ونسبة 20.7% كانت واقعةً في الفئة العمرية ما بين الخامسة والعشرين والرابعة والأربعين عاماً، ونسبة 16.2% كانت ما بين الخامسة والأربعين والرابعة والستين، ونسبة 9.8% كانت ضمن فئة الخامسة والستين عاماً فما فوق. يوجد لكل 100 أنثى 80.0 ذكر، ويوجد لكل 100 أنثى في الثامنة عشر من عمرها فما فوق 71.6 ذكر.
بلغ متوسط دخل الأسرة في المدينة 23,408 دولارًا، أما متوسط دخل العائلة فبلغ 25,808 دولارًا. وكان متوسط دخل الذكور 29,159 دولارًا مقابل 20,777 دولارًا للإناث. وسجل دخل الفرد الخاص بالمدينة 12,924 دولارًا. وكانت نسبة 27.5% من العائلات ونسبة 32% من السكان تحت خط الفقر، وكان من هؤلاء نسبة 44.5% تحت سن الثامنة عشر ونسبة 21.2% في الخامسة والستين من العمر وما فوق.

### تعداد عام 2010
بلغ عدد سكان هولي سبرينغز 7,699 نسمة بحسب تعداد عام 2010، وبلغ عدد الأسر 2,394 أسرة وعدد العائلات 1,525 عائلة مقيمة في المدينة. في حين سجلت الكثافة السكانية 232.3 نسمة لكل كيلومتر مربع (601.7/ميل2). وبلغ عدد الوحدات السكنية 2,697 وحدة بمتوسط كثافة قدره 81.4 لكل كيلومتر مربع (210.8/ميل2).
وتوزع التركيب العرقي للمدينة بنسبة 19.33% من البيض و79.23% من الأمريكيين الأفارقة و0.17% من الأمريكيين الأصليين و0.18% من الأمريكيين ذوي الأصول الآسيوية و0.57% من الأعراق الأخرى و0.52% من عرقين مختلطين أو أكثر و1.25% من الهسبانيون أو اللاتينيون من أي عرق.
بلغ عدد الأسر 2,394 أسرة كانت نسبة 35.6% منها لديها أطفال تحت سن الثامنة عشر تعيش معهم، وبلغت نسبة الأزواج القاطنين مع بعضهم البعض 27.7% من أصل المجموع الكلي للأسر، ونسبة 30.6% من الأسر كان لديها معيلات من الإناث دون وجود شريك،  بينما كانت نسبة 5.3% من الأسر لديها معيلون من الذكور دون وجود شريكة وكانت نسبة 36.3% من غير العائلات. تألفت نسبة 32.5% من أصل جميع الأسر من عدة أفراد يعيشون في نفس المنزل ونسبة 13.1% كانت تتألف من شخص يعيش بمفرده يبلغ من العمر 65 عاماً أو أكثر. وبلغ متوسط حجم الأسرة المعيشية 2.56، أما متوسط حجم العائلات فبلغ 3.27.
بلغ العمر الوسطي للسكان 31.4 عاماً. وكانت نسبة 22.3% من القاطنين تحت سن الثامنة عشر، وكانت نسبة 16.7% بين الثامنة عشر والرابعة والعشرين عاماً، ونسبة 28.6% كانت واقعةً في الفئة العمرية ما بين الخامسة والعشرين والرابعة والأربعين عاماً، ونسبة 21.8% كانت ما بين الخامسة والأربعين والرابعة والستين، ونسبة 10.6% كانت ضمن فئة الخامسة والستين عاماً فما فوق. وتوزع التركيب الجنسي للسكان بنسبة 50.7% ذكور و49.3% إناث.

## أعلام
- جون ويليام كلارك واتسون
- إيدا ويلز
- جيمي جونسون
- سيث آدامز
- شيبرد سميث